# Poço dos desejos

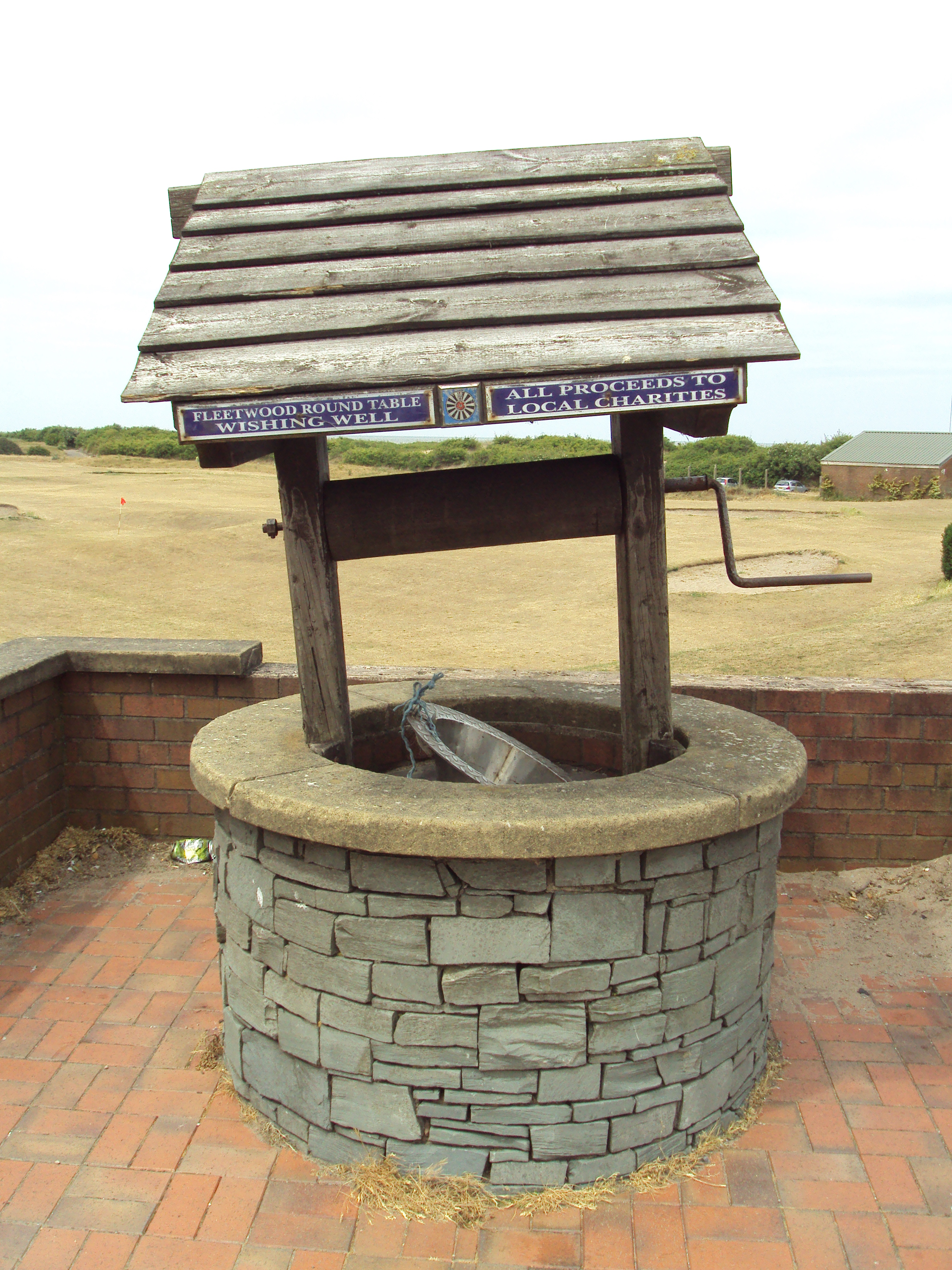
Poço dos desejos em Fleetwood, Lancashire, Inglaterra

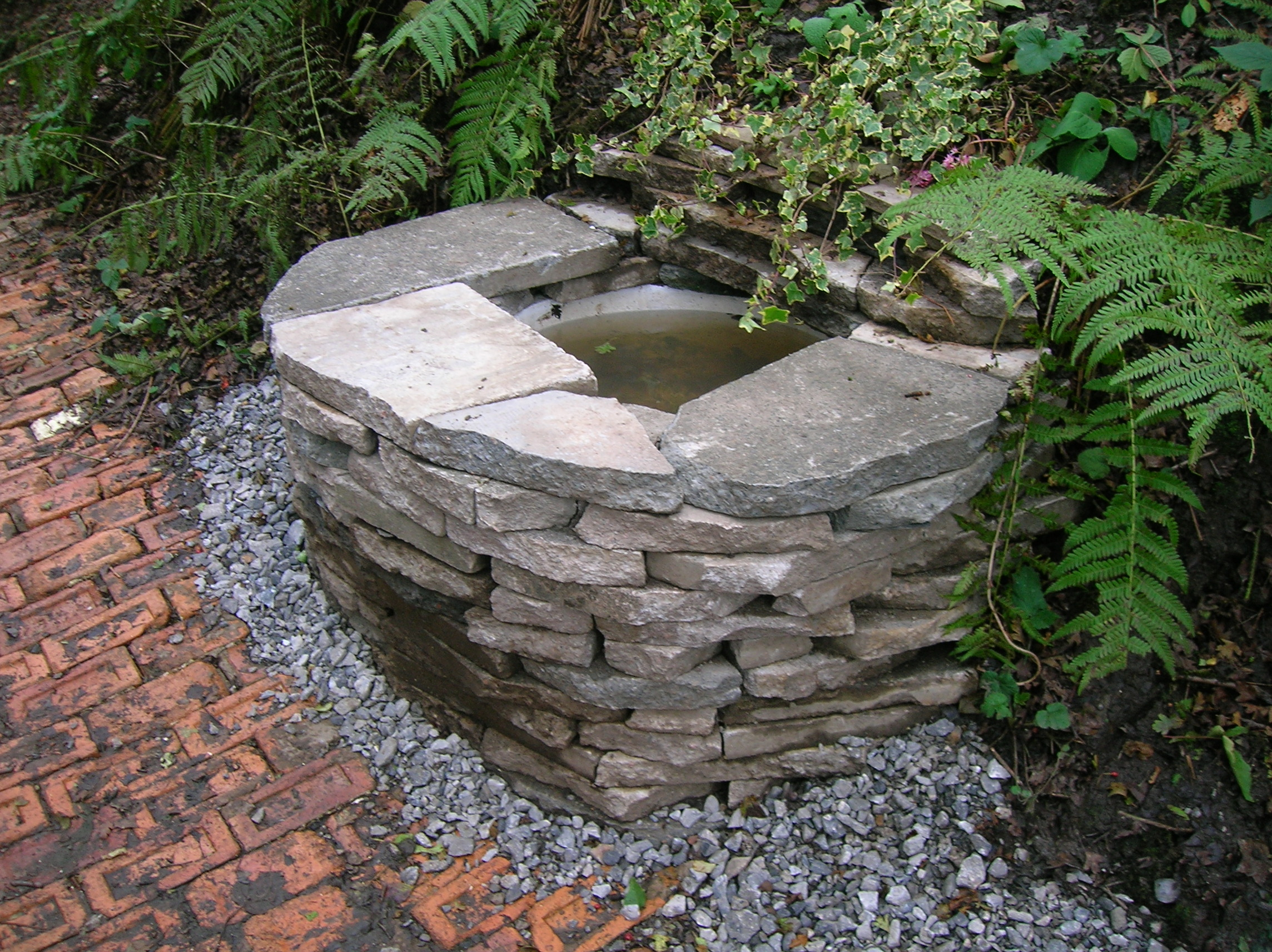
Um poço dos desejos em Barrmill, Escócia

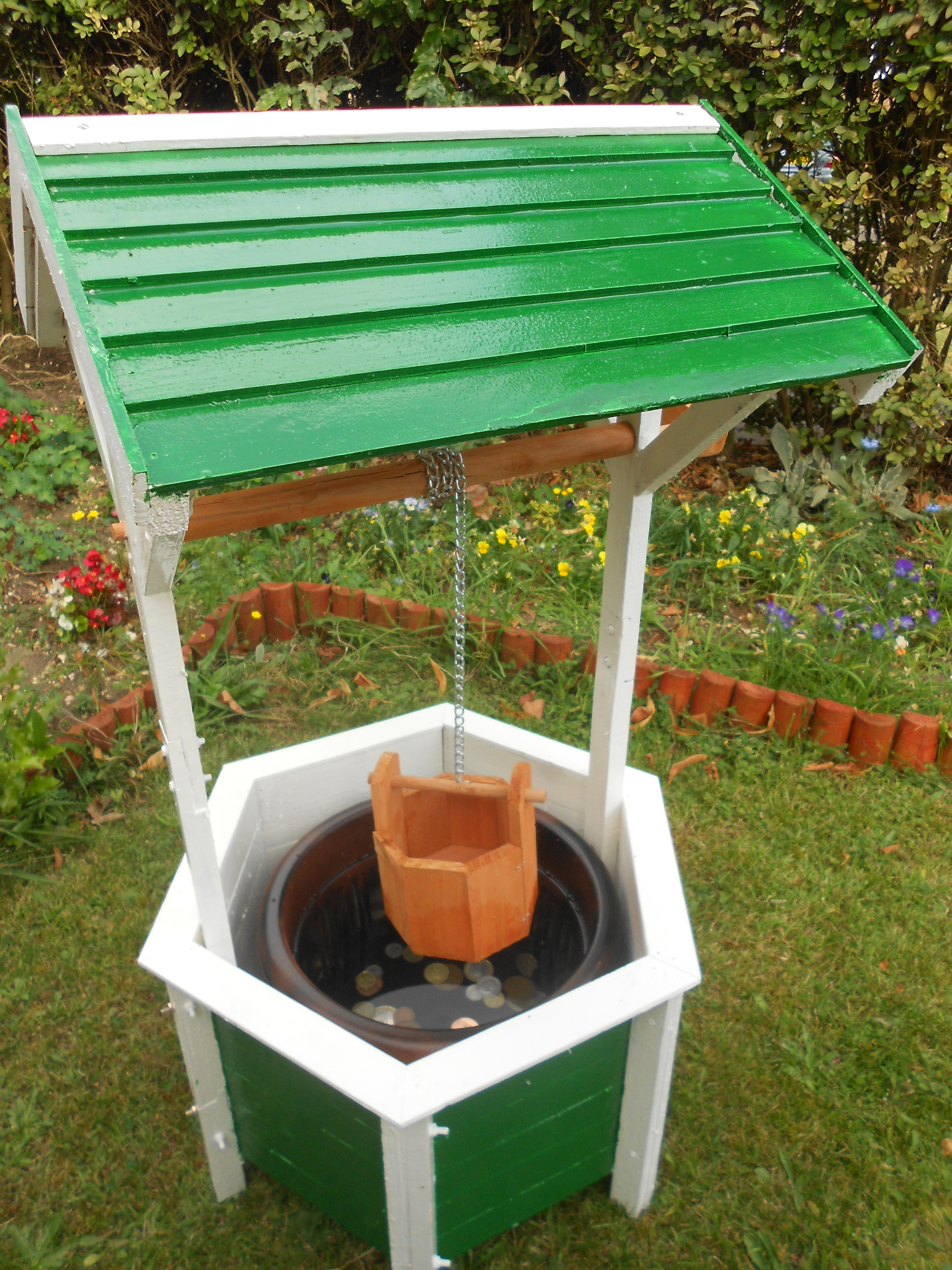
Um pequeno jardim ornamental com um poço dos desejos, contendo moedas

Um poço dos desejos é um termo do folclore europeu para descrever os poços onde se pensava que qualquer desejo falado seria concedido. A ideia de que um desejo seria atendido veio da noção de que a água abrigava divindades ou havia sido colocada ali como um presente dos deuses. Pensa-se que essa prática tenha surgido porque a água é uma fonte de vida e muitas vezes era uma mercadoria escassa.

## História

### Tradições germânicas e celtas
Os povos germânico e celta consideravam fontes e poços lugares sagrados. Às vezes, os lugares eram marcados com estátuas de madeira, possivelmente do deus associado à piscina. Os povos germânicos eram conhecidos por jogar as armaduras e armas dos inimigos derrotados em pântanos e outras poças de água como oferendas aos seus deuses. A água era vista como tendo poderes curativos, e os poços se tornaram populares, com muitas pessoas bebendo a água, tomando banho ou simplesmente desejando. Algumas pessoas acreditavam que os guardiões ou moradores do poço lhes dariam seu desejo se pagassem um preço. Depois de proferir o desejo, geralmente jogamos moedas no poço. Esse desejo seria então concedido pelo guardião ou morador, com base em como a moeda cairia no fundo do poço. Se a moeda cair, o guardião do poço concederá o desejo, mas o desejo de uma moeda caída será ignorado. Assim, teve potencial sorte de jogar moedas no poço, mas dependia de como elas chegassem.[carece de fontes?]
A tradição de jogar centavos em lagoas e fontes decorre disso.[carece de fontes?] Moedas seriam colocadas lá como presentes para a divindade mostrar apreciação.

### Mitos nórdicos
Isso pode ser uma herança da mitologia antiga, como poço de Mímir, dos mitos nórdicos, também conhecido como "poço da sabedoria", um poço que poderia lhe conceder infinita sabedoria, desde que você sacrificasse algo que considerava precioso. Foi pedido a Odin que sacrificasse seu olho direito, que ele jogou no poço para receber não apenas a sabedoria de ver o futuro, mas a compreensão de por que as coisas deveriam ser. Mímir é o deus nórdico da sabedoria, e seu poço está nas raízes de Yggdrasil, a Árvore do Mundo que tira sua água do poço.[carece de fontes?]

### Efeito oligodinâmico
Outra teoria é que as pessoas podem ter descoberto, sem saber, as propriedades biocidas do cobre e da prata;[carece de fontes?] os dois metais tradicionalmente usados em moedas. Jogar moedas feitas com qualquer um desses metais pode ajudar a tornar a água mais segura para beber. Os poços que foram frequentados por aqueles que jogaram moedas podem ter sido menos afetados por uma variedade de infecções bacterianas, fazendo com que pareçam mais felizes e podem até parecer ter curado pessoas que sofrem de infecções repetidas.

## Extensão
Em novembro de 2006, o "Fountain Money Mountain" relatou que os turistas jogam pouco menos de 3 milhões de libras esterlinas por ano nos poços dos desejos.